# Madeline Hurlock
Madeline Hurlock (12 de diciembre de 1897 – 4 de abril de 1989) fue una actriz estadounidense del cine mudo. 
Nacida en Federalsburg, Maryland, actuó en muchos cortos cómicos para Mack Sennett, empezando en 1923. Fue elegida una de las WAMPAS Baby Stars en el año 1925. Fue una comediante de talento, y conocida por su increíble belleza. Actuó en más de 50 cortos, el primero de los cuales, Where's my wandering boy this evening?, se rodó en 1923, y el último, Pink Pajamas, en 1929.
Se casó en dos ocasiones, primero con Marc Connelly (1890-1980), ganador del Premio Pulitzer por su obra 'Green Pastures' en 1930, y del cual se divorció en 1935. Ese mismo año se casó con Robert E Sherwood, el cual falleció en 1955.
Madeline Hurlock falleció en Nueva York en 1989.